# Cotesia laeviceps
Cotesia laeviceps är en stekelart som först beskrevs av William Harris Ashmead 1890.  Cotesia laeviceps ingår i släktet Cotesia och familjen bracksteklar. Inga underarter finns listade i Catalogue of Life.